# Obolno
Obolno – wieś w Słowenii, w gminie Ivančna Gorica. W 2018 roku liczyła 10 mieszkańców.